# Balboa High School

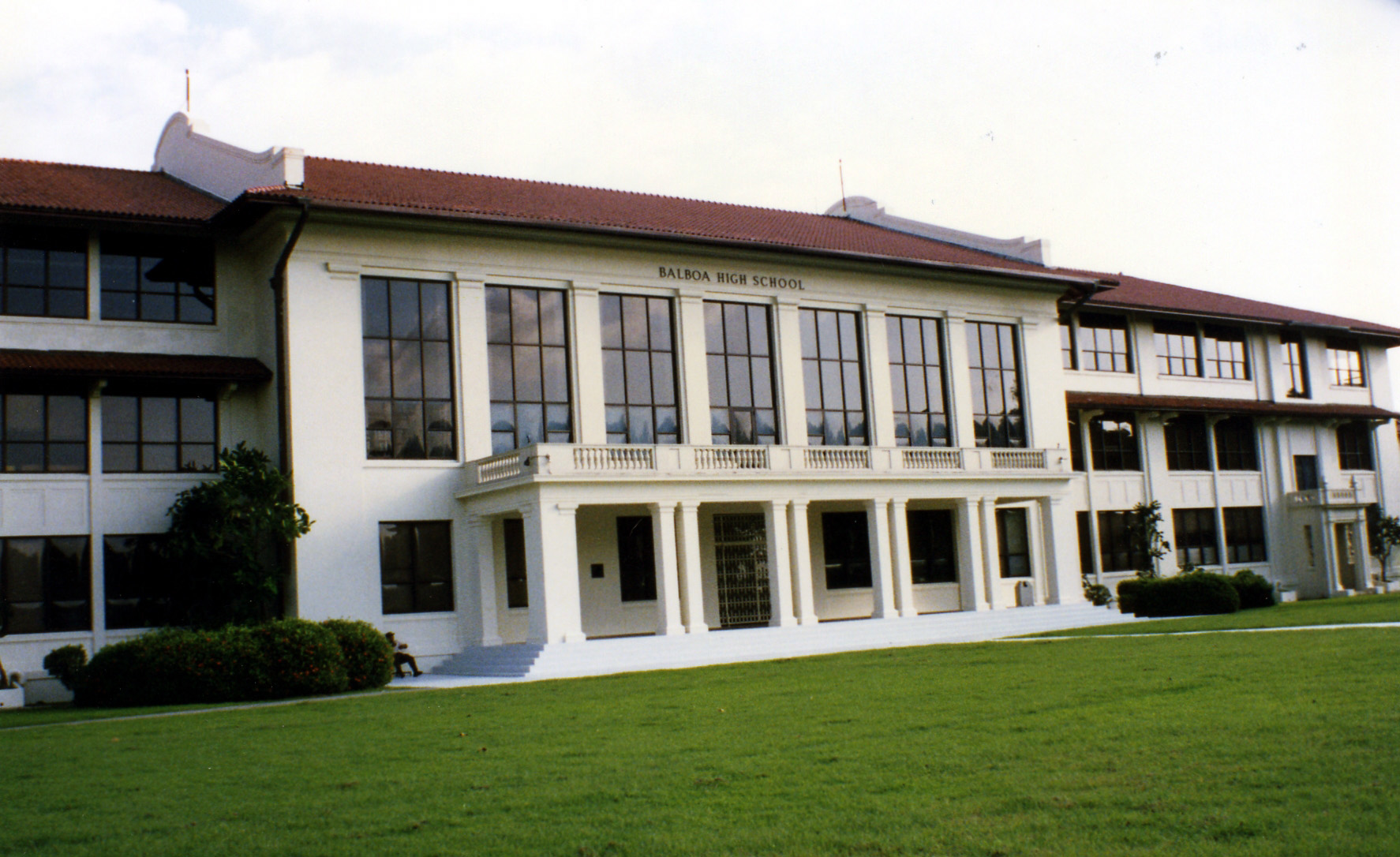
Edificio principal del Balboa High School en 1997.

Balboa High School fue una escuela secundaria pública de Estados Unidos en la antigua Zona del Canal de Panamá, y fue escenario de los eventos conocidos en Panamá como Día de los Mártires de enero de 1964, que dieron lugar a las negociaciones para el regreso del Canal de Panamá a Panamá.

## Inicios
La historia de la escuela está íntimamente ligada a la historia del Canal de Panamá y a la Zona del Canal. Debido a la condición temporal de la empresa, la educación secundaria pública para los hijos de los empleados estadounidenses al principio fue módica y flexible. Durante los primeros años de construcción, los estudiantes norteamericanos de la zona del Pacífico tenían que viajar todos los días a una escuela secundaria en el puerto de Cristóbal en el Atlántico (y luego, a Gatún) hasta que separaron las instalaciones de la secundaria y estuvo disponible en ambas zonas. Fue hasta después de la terminación del Canal que se creó un sistema escolar permanente y se levantaron edificios permanentes para albergar escuelas secundarias en la Zona del Canal.
La construcción del primer edificio permanente para albergar una escuela secundaria en Balboa fue completado en 1917. El cual llegó a ser la Escuela Secundaria Balboa, que no fue iniciado hasta 1942 y completado a través de anexos en 1948, 1949, 1963 y 1969. Antes de eso, una parte de la escuela secundaria estaba ubicada en el Edificio 710, conocido mayormente en su historia como Escuela Primaria de Balboa y fue en un edificio provisional de madera. Por varios años, desde 1961, una escuela secundaria fue abierta en Curundú para alojar la superpoblación en la Escuela Secundaria Balboa..
Como parte de la historia de la Zona del Canal, la competencia de la Escuela Secundaria Balboa fue la de la zona Atlántica, la Escuela Secundaria Cristóbal (luego la Escuela Secundaria Preparatoria Cristóbal). Otras dos escuelas en la Zona del Canal, la Escuela Secundaria Paraíso y la Escuela Secundaria Rainbow City, fueron mantenidas aparte para los dependientes de los empleados afroantillanos y del sur de Asia de la Zona del Canal. La desegregación de estas escuelas empezó en 1975 y fue completada en 1979, a la misma vez que ocurrió la abolición de la Zona del Canal.

## Controversia
En enero de 1964, la Escuela Secundaria Balboa fue el escenario de una confrontación polémica entre los estudiantes de una escuela secundaria de Panamá, el Instituto Nacional y grupos de estudiantes y padres de familia de la Balboa High School. Los acontecimientos, conocidos en Panamá como Día de los Mártires y en los Estados Unidos como los disturbios del Canal de Panamá de 1964, iniciaron después de que una bandera panameña fuera rasgada durante el conflicto entre los estudiantes panameños y oficiales de la policía de la Zona del Canal, por el derecho de que fuera ondeada la bandera panameña al lado de la bandera de los Estados Unidos. Hay contradicciones de cómo la bandera fue rasgada.
La siguiente reacción violenta de los panameños en el límite de la Zona del Canal fue cuando se supo la noticia en la Ciudad de Panamá de la bandera fue rasgada, lo que dio como resultado una llamada de la Policía de la Zona del Canal pidiendo el apoyo de unidades de la Armada de los Estados Unidos que llegaron a estar involucrados en una represión violenta, y después de tres días de lucha, cerca de 21 panameños y 4 soldados norteamericanos resultaron muertos. Como respuesta, el gobierno de Panamá rompió los relaciones diplomáticas con Estados Unidos. El incidente es considerado como un factor importante en las negociaciones que llegaron a la decisión de transferir el control de la Zona del Canal a Panamá a través de los Tratados Torrijos-Carter en 1977.

## Últimos años
Después de 1979, la Escuela Secundaria Balboa, como el resto de los sistemas de las Escuelas de la Zona del Canal, se convirtió en el Departamento de Defensa de Escuelas Dependientes. En las siguientes dos décadas, la población dependiente disminuiría tal como la población de la Zona del Canal cambiaría.
Además de los miles de estadounidenses dependientes de la Compañía del Canal de Panamá (más tarde Comisión del Canal de Panamá), del Gobierno de la Zona del Canal y de las fuerzas armadas de los Estados Unidos, la escuela secundaria Balboa fue también alma mater de muchos empresarios y políticos de Panamá.
Durante el mes de diciembre de 1989 la "Operación Causa Justa," la cual quitó al General Noriega del poder, culminando con los 21 años de dictadura militar, los locales de la Escuela Secundaria Balboa fueron temporalmente utilizados por las Fuerzas Armadas de los Estados Unidos para alojar civiles desplazados del barrio de El Chorrillo de la Ciudad de Panamá quienes fueron desplazados por las llamas resultantes del ataque al cuartel general de las Fuerzas de Defensa Panameñas.
La escuela secundaria de Balboa cerró en 1999 anticipándose la transferencia del Canal de Panamá a la República de Panamá, la retirada definitiva del ejército de Estados Unidos sobre el istmo y del cierre del Departamento de Defensa de Escuelas Dependientes de Panamá. A través de los años, miles de estadounidenses y panameños se graduaron en la Balboa High School. Entre ellos, Guillermo Ford, vicepresidente de Panamá y Gustavo A. Mellander, renombrado historiador y administrador de la universidad. El campus de la Escuela Secundaria Balboa hoy es utilizado como centro de capacitación de la Autoridad del Canal de Panamá.